# Plassoderinus
Plassoderinus es un género de gorgojos de la familia Attelabidae. En 1925 Voss describió el género. Esta es la lista de especies que lo componen:
- Plassoderinus chrysidius
- Plassoderinus costipennis (Fahraeus, 1871)
- Plassoderinus flabellatus Voss, 1929
- Plassoderinus lagenoderoides (Hustache, 1923)
- Plassoderinus magambaensis Legalov, 2007
- Plassoderinus minutus
- Plassoderinus namibensis
- Plassoderinus zombaensis Voss, 1929
- Plassoderinus zomboanus